# Enganyapastors de Brewster
L'enganyapastors de Brewster (Siphonorhis brewsteri) és una espècie d'ocell de la família dels caprimúlgids (Caprimulgidae) i possiblement l'única espècie viva del gènere Siphonorhis.

## Hàbitat i distribució
Viu sobre terres baixes semiàrides i boscos rabassuts de les illes Hispaniola i Gonâve.

## Subespècies
S'han descrit dues subespècies: 
- S. b. brewsteri (Chapman, 1917). La Hispaniola.
- S. b. gonavensis Garrido, 2003. Gonâve.